# Pacahuaras
Los pacahuaras son un pueblo indígena de Bolivia. En la actualidad, el grupo indígena se ubica en las comunidades Cachuelita y en Puerto Tujure, en la provincia de Vaca Díez, en el departamento del Beni. El grupo solo consta de cuatro personas. La quinta persona, una mujer de 57 años, murió el 31 de diciembre de 2016 en el pueblo de Tujuré, en el noreste del país. Otro grupo no contactado de pacahuaras, con 50 miembros en ocho familias, vive entre el río Negro y el río Pacahuaras en el departamento de Pando del norte de Bolivia, cerca de la frontera con Brasil.
En el pasado, la tribu tenía dos subgrupos: el sinabu y el capuibo.

## Población y los últimos pacahuaras
La comunidad de los pacahuara en el alto río Ivón comenzó con los esfuerzos de los misioneros del Summer Institute of Linguistics Guy East y Gilbert Prost para contactar al grupo de 1969 a 1971. Los misioneros se mudaron con una familia pacahuara, compuesta por un hombre casado con dos hermanas y sus siete hijos, a Puerto Tujuré en territorio chácobo. Desde 1974, múltiples informes se han referido a esta familia como "los últimos pacahuaras". Dos hijos de la familia, Bose y Buca se casaron pero no tuvieron hijos. Varios de sus hermanos se casaron con mujeres chácobos y tienen hijos, al igual que una hermana que se casó con dos hombres no indígenas y tuvo un hijo con cada uno. En total, 43 personas son descendientes de la familia que se mudó a Puerto Tujuré, incluidos siete que habían fallecido a mediados de 2016.
La población que se autoreconoció como pacahuara en el censo boliviano de 2001 fue de 31 personas. Este número aumentó a 227 en el censo de 2012. Diego Villar atribuye este "boom de pacaguaras" al aumento del valor local de la identidad pacahuara en una Bolivia plurinacional, entre otros factores locales. Señala varios casos de familiares chácobos de los pacahuaras, o comunidades en las que viven, que ahora se describen como pacahuaras.
Además, se cree que cinco familias de pacahuaras viven en aislamiento voluntario en el departamento de Pando.

## Lenguaje
El idioma de los pacahuaras contactados es una de las lenguas pano y no tiene escritura.
No está claro si una lengua arawakana llamada pacaguara fue hablada por los pacahuaras, o si el nombre idéntico es una coincidencia.
También hay una lista de palabras recopilada por Castillo que no ha sido clasificada. 
Desde la promulgación del decreto supremo n.º 25894 el 11 de septiembre de 2000 el idioma pacahuara es una de las lenguas indígenas oficiales de Bolivia, lo que fue incluido en la Constitución Política al ser promulgada el 7 de febrero de 2009.

## Economía
La economía pacahuara se basa en la agricultura y la cosecha, con castaños y palmitos recolectados utilizados en el comercio. Esos castaños y palmitos que no se intercambian son consumidos por los recolectores o convertidos en otros bienes: las castañas se pueden procesar para hacer jabón casero, mientras que los palmitos son una buena fuente de proteínas.

## Agricultura
La agricultura es simple, rústica y limitada al arroz, el maíz, la caña de azúcar, la yuca y banana bachi. La caza y la pesca son actividades tradicionales, e incluso hoy en día son vitales para sus medios de vida, junto con la cosecha de frutas.